# Willow Springs Golf Course
De Willow Springs Golf Course is een golfbaan in de Verenigde Staten en werd opgericht in 1923. De baan bevindt zich in San Antonio, Texas. Het is een 18 holesbaan met een par van 71 en de golfbaan werd ontworpen door de golfbaanarchitecten Emil Loeffler en John McGlynn.

## Golftoernooien
- Texas Open: 1927-1928, 1941-1942 & 1946-1949